# Bowlegs
Bowlegs és un poble dels Estats Units a l'estat d'Oklahoma. Segons el cens del 2000 tenia 371 habitants.

## Demografia
Segons el cens del 2000, Bowlegs tenia 371 habitants, 148 habitatges, i 108 famílies. La densitat de població era de 38,1 habitants per km².
Dels 148 habitatges en un 25,7% hi vivien nens de menys de 18 anys, en un 56,1% hi vivien parelles casades, en un 10,1% dones solteres, i en un 27% no eren unitats familiars. En el 23% dels habitatges hi vivien persones soles el 8,8% de les quals corresponia a persones de 65 anys o més que vivien soles. El nombre mitjà de persones vivint en cada habitatge era de 2,51 i el nombre mitjà de persones que vivien en cada família era de 2,97.
Per edats la població es repartia de la següent manera: un 25,6% tenia menys de 18 anys, un 6,5% entre 18 i 24, un 23,5% entre 25 i 44, un 29,9% de 45 a 60 i un 14,6% 65 anys o més.
L'edat mediana era de 40 anys. Per cada 100 dones de 18 o més anys hi havia 90,3 homes.
La renda mediana per habitatge era de 26.250 $ i la renda mediana per família de 28.333 $. Els homes tenien una renda mediana de 22.125 $ mentre que les dones 16.354 $. La renda per capita de la població era de 12.459 $. Entorn del 15,5% de les famílies i el 24% de la població estaven per davall del llindar de pobresa.

## Poblacions més properes
El següent diagrama mostra les poblacions més properes.